# (6436) Coco
(6436) Coco  es un asteroide perteneciente al cinturón de asteroides, descubierto el 13 de mayo de 1985 por Carolyn Shoemaker desde el Observatorio Palomar, en Estados Unidos.

## Designación y nombre
Coco se designó inicialmente como 1985 JX1.
Más adelante fue nombrado en honor a Mark y Colleen Coco y sus hijos Kymberly, Jennifer, Lisa y Travis. Mark, autor de artículos astronómicos y observador activo, ha escrito sobre sus muchos intereses, incluida la astrofotografía, el destello verde y la relación entre la astronomía y la religión. Durante sus cinco años como gerente de relaciones con el cliente de Celestron, que comenzaron en 1988, Mark ayudó a miles de nuevos usuarios de telescopios a encontrar la manera de disfrutar del cielo.

## Características orbitales
Coco orbita a una distancia media del Sol de 2,240 ua, pudiendo acercarse hasta 2,036 ua y alejarse hasta 2,445 ua. Tiene una excentricidad de 0,091 y una inclinación orbital de 3,421° grados. Emplea 1224,87 días en completar una órbita alrededor del Sol.

## Características físicas
Su magnitud absoluta es 13,96. Tiene 3,987 km de diámetro. Su albedo se estima en 0,337.